# La fine del mondo (film 1931)
La fine del mondo (La Fin du monde) è un film del 1931 diretto da Abel Gance.
Il soggetto è tratto dal romanzo omonimo di fantascienza di Camille Flammarion (1894).
È stato il primo film sonoro girato da Gance. Ha avuto una riedizione nel 1934 per il mercato americano (come Paris after Dark), che accorcia drasticamente la durata della pellicola a 54 minuti, sostituisce buona parte dei dialoghi con didascalie e introduce una nuova scena di apertura, riducendo il ruolo del protagonista Jean Novalic a personaggio secondario.

## Trama
Lo scienziato Martial Novalic ha individuato una cometa in rotta di collisione con la Terra. La fine del mondo sembra vicina e gli uomini scatenano tutti i loro istinti. Due influenti banchieri ingaggiano una lotta senza regole: il primo è un seguace di Novalic e vuole promuovere un'alleanza fraterna tra tutti i popoli della Terra, mentre il secondo vuole speculare sul panico provocato dall'annuncio di una imminente guerra mondiale. Martial Novalic, presidente di una seduta straordinaria di tutti i Paesi del mondo, proclama la repubblica universale.
L'urto della cometa ha luogo: il pianeta è attraversato da una visione apocalittica di cataclismi, inondazioni, cicloni e terremoti. Ma la cometa ha soltanto sfiorato il nostro pianeta: il pericolo passa e la gente riprende gusto alla vita.

## Produzione
Gance volle come collaboratore artistico, soprattutto per il montaggio, il documentarista Walter Ruttmann.